# Brenda Romero
Brenda Louise Romero (nacida el 12 de octubre de 1966 en Garno), anteriormente conocida como Brenda Brathwaite, es una diseñadora y desarrolladora de videojuegos. Nació en Ogdensburg, Nueva York y se graduó en la Universidad de Clarkson . Romero es conocida, sobre todo, por su trabajo en la saga de videojuegos de rol Wizardry y, más recientemente, la serie de juegos analógicos The Mechanic is the Message . Lleva trabajando en el desarrollo de juegos desde 1981 y tiene créditos en 49 títulos. Para Wizardry, Romero proporcionó diseño de juegos, de niveles y de sistemas, y trabajó en los guiones. También escribió los manuales y la documentación de algunos productos de la serie. Romero realizó la redacción y documentación de la galardonada serie Jagged Alliance. Fue la diseñadora principal de Playboy: The Mansion y Dungeons & Dragons: Heroes.

The Mechanic is The Message captura y expresa experiencias difíciles a través de un juego. Al igual que las fotografías, las pinturas, la literatura y la música son capaces de transmitir toda la gama de experiencias humanas de un humano a otro, también lo pueden hacer los juegos. Debido a su interactividad, la instalación sugiere que los juegos son capaces de una forma mayor de comunicación, una que involucra activamente al participante y le hace parte de la experiencia en lugar de ser un observador pasivo.

## Carrera
Romero comenzó su carrera en 1981 en la desarrolladora y distribuidora de videojuegos Sir-tech Software, Inc., en el equipo de rol de Wizardry. Ella comenzó trabajando como tester, y  acabó ascendiendo hasta convertirse en diseñadora de Wizardry 8. Mientras trabajaba en Sir-tech, Romero también trabajó en las series de juegos de Jagged Alliance y Realms of Arkania. Trabajó en Sir-tech durante 18 años antes de trasladarse a Atari, donde trabajó en la saga Dungeons & Dragons para consolas antes de unirse en 2003 a Cyberlore Studios para trabajar en Playboy: The Mansion. La investigación de Romero para el juego fue publicada finalmente en un libro, Sex in Video Games.
En 2007, Romero fue nombrada una de las 100 mujeres más influyentes en la industria del videojuego por la revista Next Generation. La revista Nerve la citó como "Nueva radical", uno de "los 50 artistas, actores, autores, activistas e iconos que hacen del mundo un lugar más estimulante". En 2009, la revista Next Generation la identificó como la mujer que llevaba más tiempo trabajado sin interrupciones en el desarrollo de videojuegos.
Romero ocupó el cargo de directora del departamento de Diseño Interactivo y Desarrollo de Juegos de Savannah College of Art and Design hasta noviembre de 2009. Se mudó a San Francisco y se convirtió en consultora de la compañía de comunicación de redes sociales Slide, Inc. y en mayo de 2010 en directora creativa de la empresa de juegos Lolapps, Inc. Cofundó la compañía de juegos Loot Drop con John Romero en noviembre de 2010, a la cual se uniría en febrero de 2011 cuando dejó Lolapps. En 2013, Romero se convirtió en el primer diseñador de juegos en el programa Games and Playable Media de la Universidad de California en Santa Cruz. También trabajó como directora del programa. Brenda es actualmente la directora del programa del máster de Diseño y Desarrollo de Videojuegos de la Universidad de Limerick en Irlanda.

## Premios y reconocimientos
Brenda ha ganado varios premios en su larga carrera. Algunos destacados son RPG del año para Wizardry 8, un Fulbright Scholar en 2014, el premio de Game Developer's Choice Ambassador en 2015 y el premio de Leyenda del Desarrollo en los Develop:Brighton awards.
| Fecha | Premio                                                                  | Descripción |
| ----- | ----------------------------------------------------------------------- | --- |
| 2018  | Premio Honorífico                                                       | Otorgado por el Fun & Serious Game Festival |
| 2018  | Top 10 mujeres más influyentes en desarrollo de videojuegos             | Otorgado en reconocimiento a los juegos más populares de Brenda.                                                                                        |
| 2017  | BAFTA Special Award                                                     | Otorgado en reconocimiento a su contribución creativa a la industria.                                                                                   |
| 2017  | Leyenda de desarrollo                                                   | Otorgado en Develop:Brighton awards |
| 2015  | Premio de embajador                                                     | Otorgado en la Conferencia de Desarrolladores de Videojuegos en San Francisco por ayudar al avance de la industria del videojuego hacia un lugar mejor. |
| 2014  | Fulbright U.S. Specialist Award                                         | Por llevar a cabo clases de máster y revisiones curriculares de cursos de Juegos Digitales en varias universidades irlandesas.                          |
| 2014  | Top 100 mujeres más influyentes en el mundo de la tecnología en Twitter | Situada en el puesto 74 por Business Insider |
| 2013  | Top 10 desarrolladores de videojuegos de 2013                           | Otorgado por Gamasutra |
| 2013  | Premio a la trayectoria                                                 | Las mujeres en la Gaming Session en la GDC de 2013 honraron a Brenda Romero con un premio por su servicio a la industria.                               |
| 2009  | Vanguard Award                                                          | IndieCade otorgó a Brenda este premio por "Train". |
| 2008  | Top 20 mujeres en los videojuegos                                       | Gamasutra nombró a Brenda una de las 20 mejores mujeres en los videojuegos.                                                                             |
| 2006  | Top 100 mujeres más influyentes en la industria del videojuego          | Next Generation nombró a Brenda una de las 100 mujeres más influyentes en la industria del videojuego.                                                  |
| 2001  | RPG del año                                                             | "Wizardry 8" recibió el premio a RPG del año por Computer Gaming World                                                                                  |

## Vida personal
Romero se casó con el desarrollador de videojuegos John Romero el 27 de octubre de 2012. Juntos, trabajaron en Ravenwood Fair, con John como diseñador principal y Brenda como directora creativa y diseñadora. John y Brenda se comprometieron el 24 de marzo de 2012. Brenda tiene tres hijos de un matrimonio anterior.

## IGDA y activismo

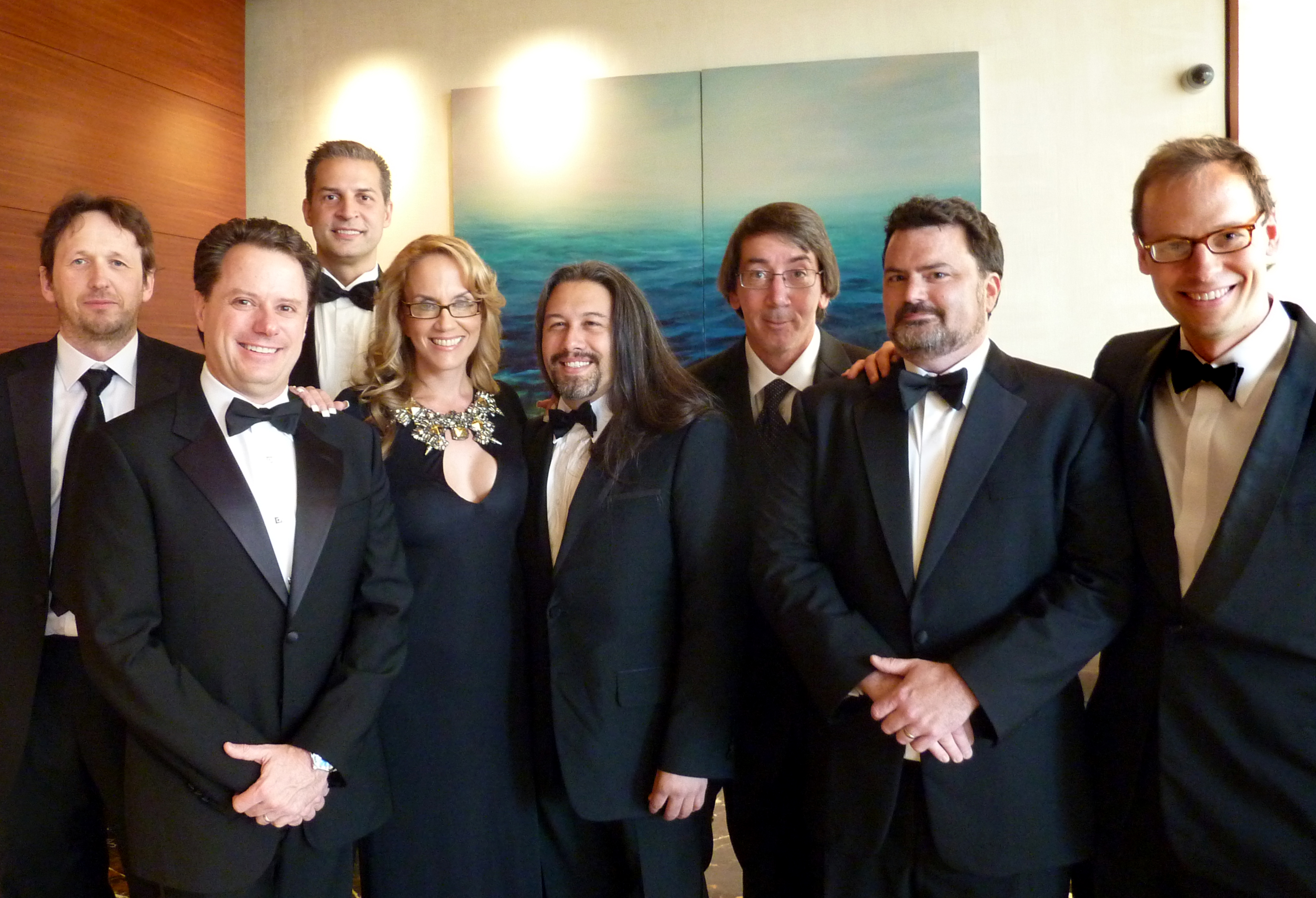
Brenda y otros desarrolladores de juegos en un evento de BAFTA en Los Ángeles en julio de 2011. De izquierda a derecha: Rod Humble, Louis Castle, David Perry, Brenda Romero, John Romero, Will Wright, Tim Schafer y Chris Hecker.

Brenda Romero fue miembro activo de la International Game Developers Association (IGDA). En 2008, fue elegida para su consejo de administración. El 28 de marzo de 2013, volvió a firmar como copresidenta de IGDA Women in Games SIG.
Ella fundó el International Game Developers Sex Special Interest Group (Sex SIG) en 2005. Desde que trabaja en Playboy , ha estudiado el contenido adulto y sexual en videojuegos y es entrevistada a menudo sobre el tema en los medios de comunicación. Ella ha escrito un libro sobre el tema, Sex in Video Games.
Ella es una activista contra la censura y una defensora del establecimiento del control parental.

## Trayectoria académica
Ella es un ponente habitual en universidades y conferencias, incluyendo la Game Developers Conference, la Austin Game Developers Conference y la Montreal International Games Summit. Algunas de sus conferencias se han celebrado en el Instituto de Tecnología de Massachusetts, en The Guildhall en Southern Methodist University y en la Clarkson University.
En la primavera de 2007, se le otorgó la beca presidencial en la Escuela Superior de Arte y Diseño de Savannah para desarrollar una exhibición y presentación titulada "Lo que no sabes sobre los videojuegos...". En abril de 2008, Romero se convirtió en presidenta del departamento de Diseño Interactivo y Desarrollo de Juegos en la Escuela Superior de Arte y Diseño de Savannah (SCAD). Brathwaite dejó SCAD en noviembre de 2009 para volver al desarrollo de juegos comerciales a tiempo completo.
En diciembre de 2012, fue nombrada "Game Designer in Residence" en la Universidad de California, Santa Cruz.
En marzo de 2014, fue galardonada con una beca Fulbright.

## Mechanic is the Message
En febrero de 2008, Romero comenzó a trabajar en una serie de juegos analógicos conocidos popularmente como The Mechanic is the Message. Según el resumen de la serie:
La serie está compuesta por seis juegos analógicos separados que experimentan con los conceptos tradicionales de los juegos.
- El Nuevo Mundo, 2008
- Síochán leat, 2009
- Tren, 2009
- Trabajadores de cocina mexicana – Prototipo
- Cité Soleil - Fase de concepto
- Uno cae por cada uno de nosotros – Fase de concepto

De los seis, Train recibió la mayor atención y ganó el premio Vanguard en IndieCade en octubre de 2009 por "ampliar los límites del diseño de juegos y mostrarnos qué pueden hacer". Train también apareció en el Wall Street Journal así como en sitios de la industria del videojuego incluido Gamasutra , donde recibió elogios por su capacidad de evocar significado a través de gestos, la revista Escapist, Extra Credits y Kotaku.

## Trabajos
| Nombre                                 | Año  | Créditos                                                 |
| -------------------------------------- | ---- | -------------------------------------------------------- |
| Jagged Alliance                        | 1994 | Escritora del manual                                     |
| Nemesis: The Wizardry Adventure        | 1996 | Escritora del manual y guionista.                        |
| Jagged Alliance 2                      | 1999 | Escritora                                                |
| Jagged Alliance 2: Unfinished Business | 2000 | Escritora del juego y del manual                         |
| Wizardry 8                             | 2001 | Diseñadora del juego y escritora del juego y del manual. |
| Dungeons & Dragons: Heroes             | 2003 | Diseñadora jefe.                                         |
| Playboy: The Mansion                   | 2005 | Diseñadora jefe y escritora del manual                   |
| Playboy: The Mansion - Private Party   | 2005 | Diseñadora del juego                                     |
| Ravenwood Fair                         | 2010 | Diseñadora del juego y arte.                             |
| Tom Clancy's Ghost Recon: Commander    | 2012 | Directora, diseñadora jefe y escritora                   |
| Pettington Park                        | 2012 | Diseñadora del juego                                     |
| Dodger Down                            | 2013 | Diseñadora del juego y tester                            |
| Gunman Taco Truck                      | 2017 | Diseñadora del juego                                     |